# Ален-да-Рибейра
Ален-да-Рибейра (порт. Além da Ribeira)  —  район (фрегезия) в Португалии,  входит в округ Сантарен. Является составной частью муниципалитета  Томар. По старому административному делению входил в провинцию Рибатежу. Входит в экономико-статистический  субрегион Медиу-Тежу, который входит в Центральный регион. Население составляет 885 человек на 2001 год. Занимает площадь 12,32 км².